# Crowne Plaza Beograd
Crowne Plaza Beograd, први је хотел овог светски познатог бренда отворен у Србији и региону. Налази се на идеалној локацији у центру пословне четврти на Новом Београду. Настао је потпуним реновирањем хотела Continental. Започео је са радом 28.01.2014. године и намењен је пре свега клијентима из конгресног туризма и путницима из света бизниса. Поседује 416 соба, 12 сала за састанке, два ресторана (Prime, The Dining Room), лоби барове (Novi Bar & Lounge), посластичарницу (The Living Room), Fitness, Spa centar (са турским и парним купатилом, саунама, собама за масажу и највећим хотелским базеном у Србији.
Овај хотел се до 2007. звао Hotel Beograd InterContinental, када су изгубили лиценцирање од међународног ланца хотела Интерконтинентал. Хотел је отворен 24. септембра 1979. за учеснике Скупштине Међународне банке за обнову и развој а за остале госте пријем је предвиђен 8. октобра. Хотел је изграђен за свега годину дана, у време отварања је извештено да је имао 456 соба, од чега 28 апартмана и две резиденције, четири ресторана, дворане за састанке, продавнице сувенира, слика и других уметничких предмета. Цене су биле 5-10% више него у "Југославији" и "Метрополу" (али ниже него у загребачком "Интерконтиненталу").

## Занимљивости
- Crowne Plaza Beograd као и сви хотели из групације, користи IHG Green Engage, иновативни online систем одрживости околине који хотелима даје могућност за мерење и управљање њиховим утицајем на околину.[3]

- Лепа Брена и Боба Живојиновић су 7. децембра 1991. године овде одржали свадбу.[4]

- Жељко Ражнатовић Аркан је убијен овде 15. јануара 2000.